# Živorodka širokoploutvá
Živorodka širokoploutvá další české názvy: molly, (latinsky: Poecilia latipinna, slovensky: živorodka širokoplutvá, anglicky: Sailfin molly, Dalmatian molly). Rybu poprvé popsal v roce 1821 francouzský přírodopisec, umělec a badatel Charles Alexandre Lesueur. Její výskyt objevil v rybnících v blízkosti New Orleans v Louisianě.

## Popis
Základní zbarvení je olivově žluté s modrými, červenými a zelenými skvrnami. Samice dorůstají až 12 cm, samci 8 cm. Pohlaví ryb je snadno rozeznatelné: samci mají pohlavní orgán gonopodium, samice klasickou řitní ploutev. V akváriích se vyskytuje v několika barevných variantách, např.: albínová, šedá a černá forma, silver marmor; blood red; red gold; silver molly; blood red molly; goldleopard.

## Biotop
Ryba se vyskytuje v Severní a Střední Americe, Jihu a Jihovýchodě USA, od Severní Karolíny po Texas, např. na Floridě jsou velmi běžné, v Mexiku na poloostrově Yucatán. Žije v pobřežních vodách, snáší brakické prostředí (do 80 ‰). Upřednostňuje močály, nížinné potoky, bažiny a ústí řek. Nepůvodní populace se vyskytují na Novém Zélandu, na západě USA a na Havaji. V Kalifornii způsobily pokles populací federálně chráněné a ohrožené ryby druhu halančíkovec skvrnitý (Cyprinodon macularius).

## Chov v akváriu
- Chov ryby: Velmi snadný. Ryba je klidná a tolerantní. Samečkové mezi sebou bojují. Samic může být v akváriu víc, samec jeden, ev. je nutné zajistit dostatek úkrytů pro dalšího samce. Vhodná i do společenských nádrží s podobně velkými rybami.[4]
- Teplota vody: 24–28 °C[4]
- Kyselost vody: 7,5–8,0 pH[4]
- Tvrdost vody: Vyžaduje tvrdou vodu, 10–30° dGH[4]
- Krmení: Jedná se o všežravou rybu, preferuje živou potravu, přijímá také vločkové, nebo mražené krmivo. Pro dobré vybarvení a růst by strava měla být pestrá s převahou rostlinné složky (salát, špenát, mrkev, hrášek).[4]
- Rozmnožování: Březost trvá 28–30 dní. Samice rodí zpravidla 10–100 mláďat, která jsou velká cca 1 cm a okamžitě přijímají běžnou potravu. Po porodu je vhodné samici odlovit. Samci dospívají v 5 měsících, samice v 7 měsících. Samice, která se již spářila, je schopná opakovaných porodů (3-8) bez přítomnosti samečka. Je schopna si uchovat spermie v těle.[4][5]

## Galerie

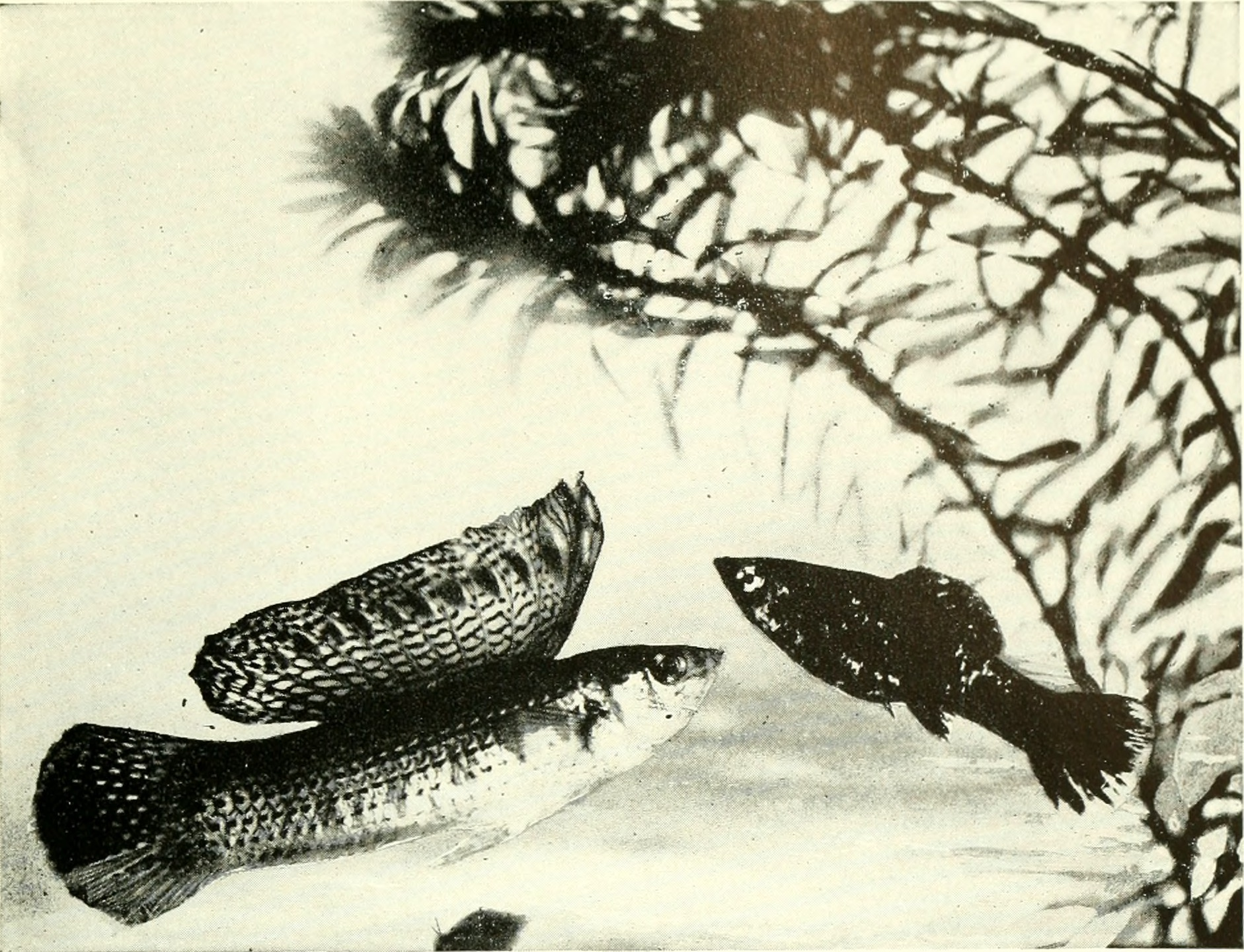
Poecilia latipinna, samec a samice
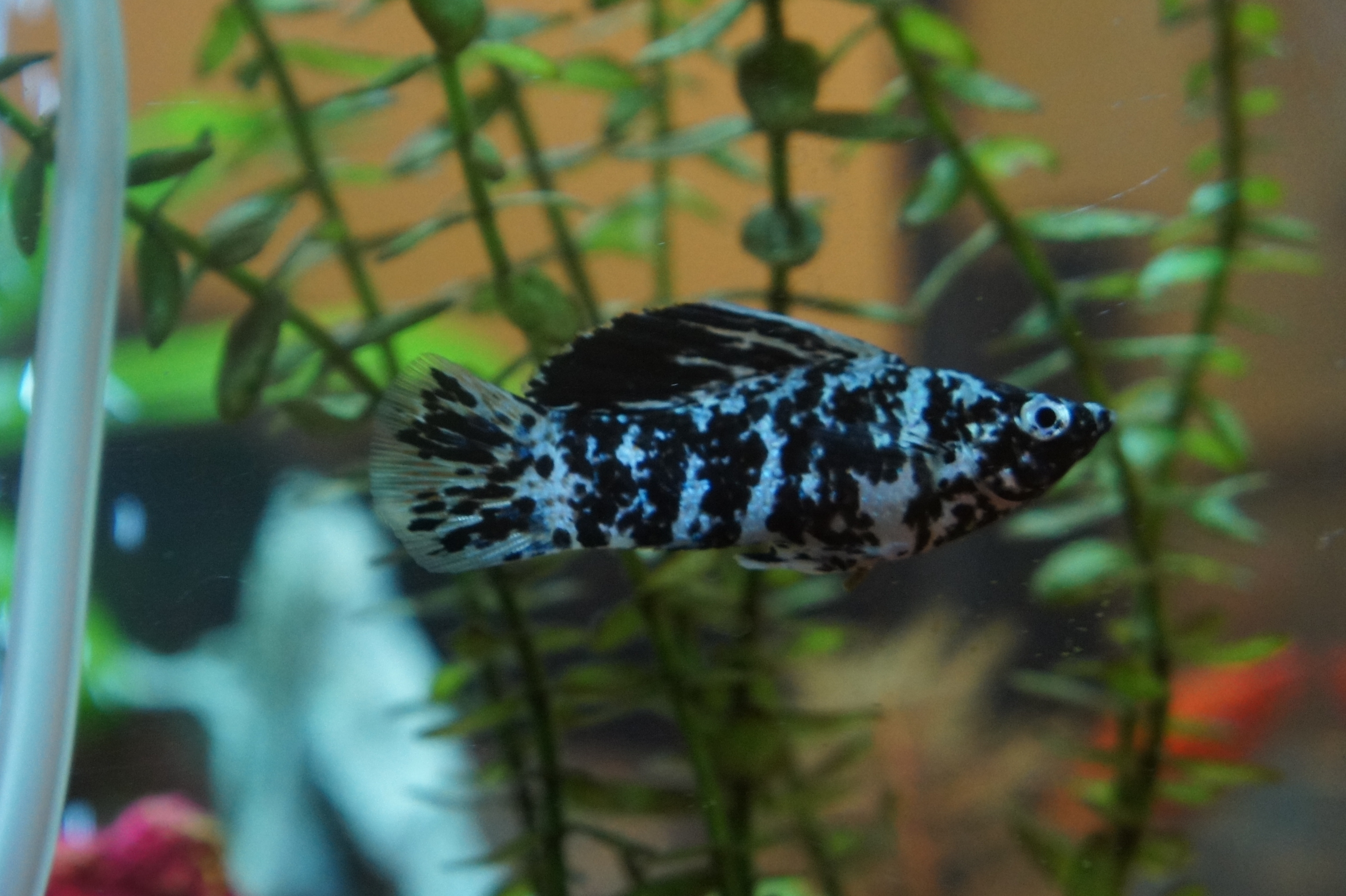
Poecilia latipinna, barevná forma Dalmatian molly
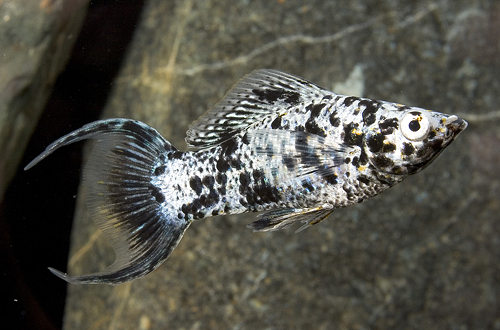
Poecilia latipinna, barevná forma Dalmatian molly lyra
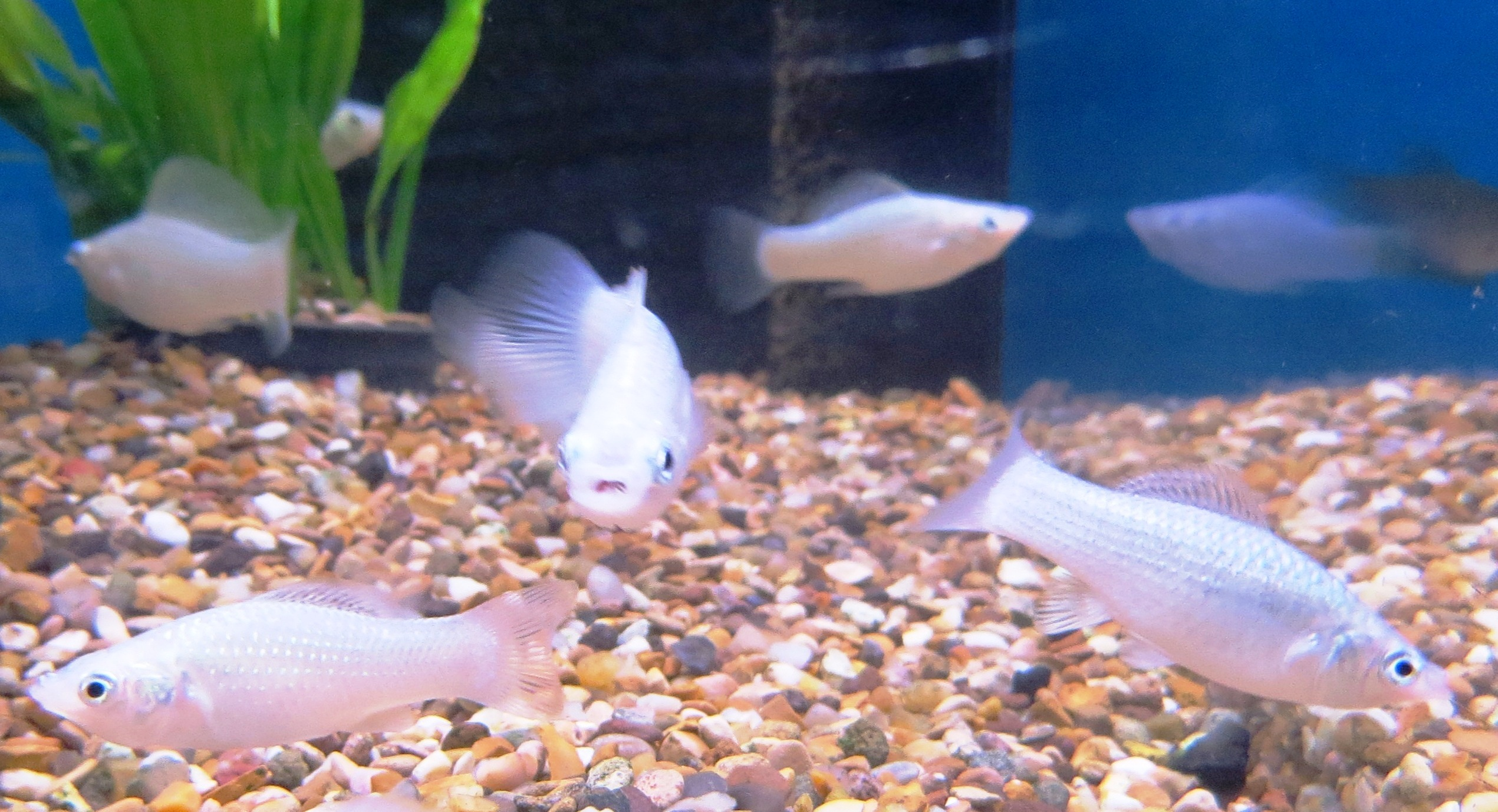
Poecilia latipinna, barevná forma Albín
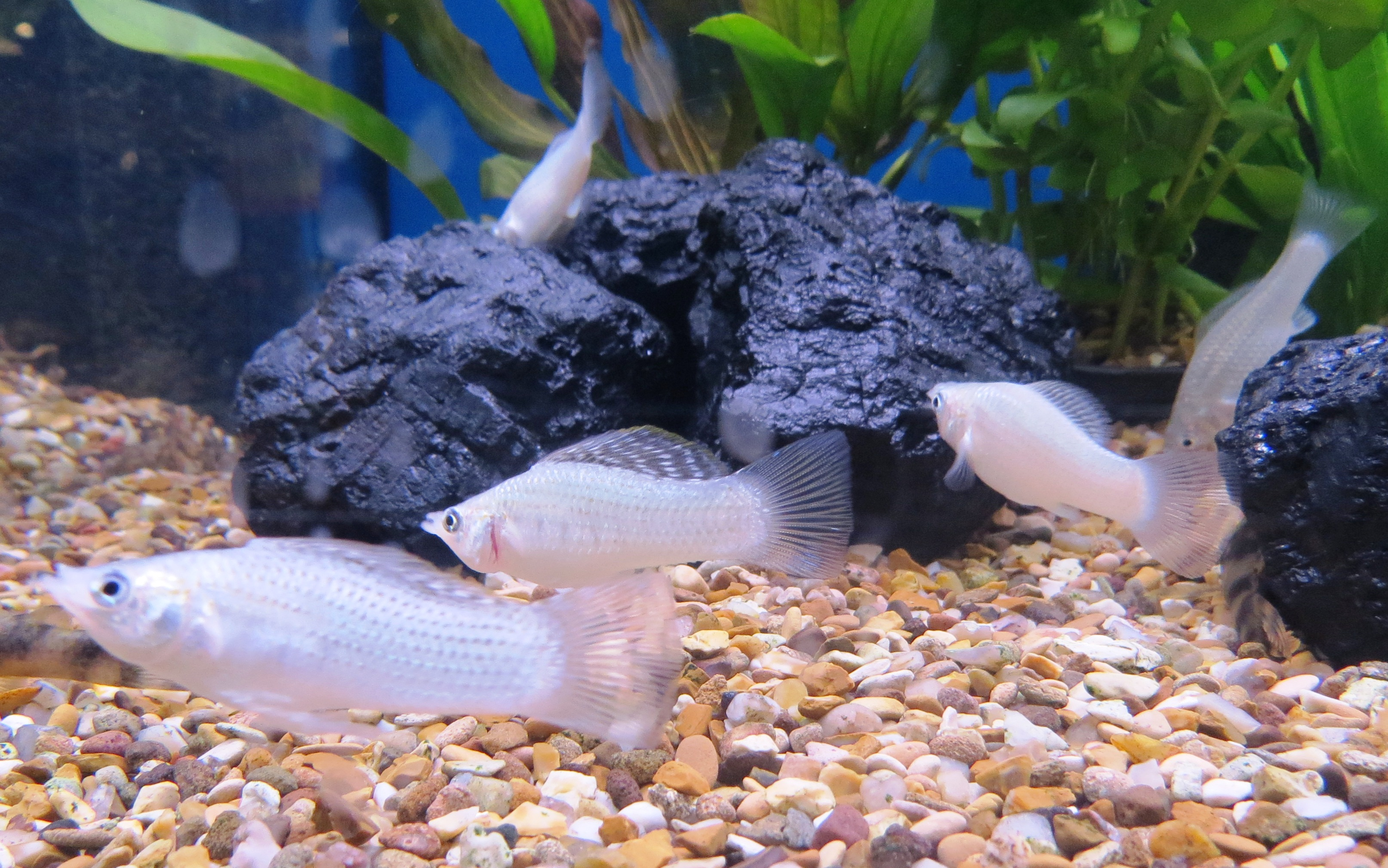
Poecilia latipinna, barevná forma Albín
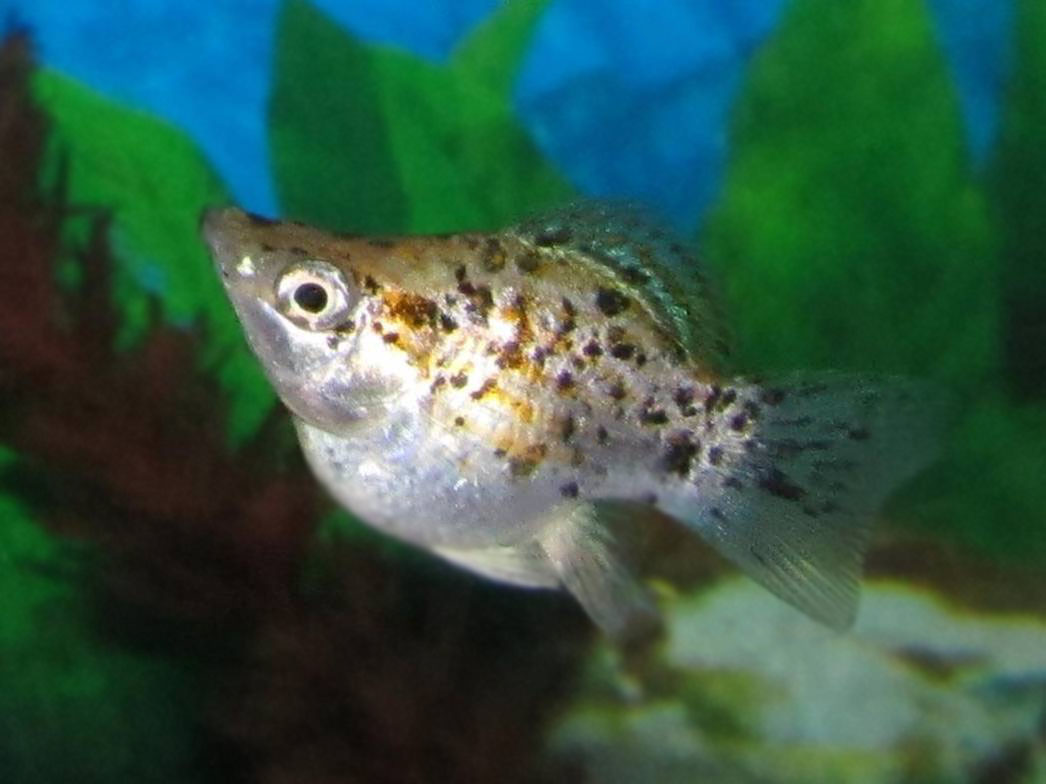
Poecilia latipinna, barevná forma Baloon (hybrid)
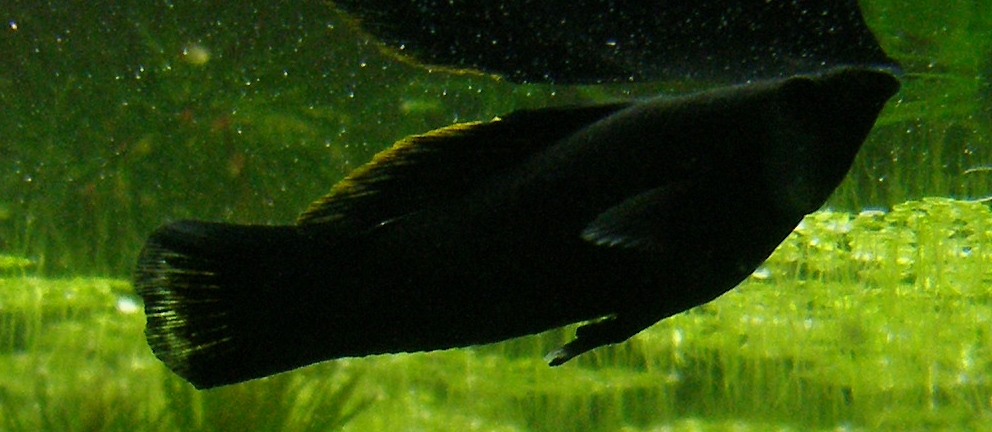
Poecilia latipinna, barevná forma Black Molly